# NGC 7407
NGC 7407 је спирална галаксија у сазвежђу Пегаз која се налази на NGC листи објеката дубоког неба.
Деклинација објекта је + 32° 7' 47" а ректасцензија 22h 53m 21,0s. Привидна величина (магнитуда) објекта NGC 7407 износи 13,3 а фотографска магнитуда 14,0. Налази се на удаљености од 85,223 милиона парсека од Сунца. NGC 7407 је још познат и под ознакама UGC 12230, MCG 5-54-2, CGCG 496-5, CGCG 495-42, IRAS 22510+3151, PGC 69922.